# SCARA

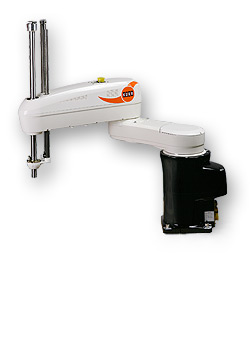
Robot SCARA KUKA Industrial Robot KR10

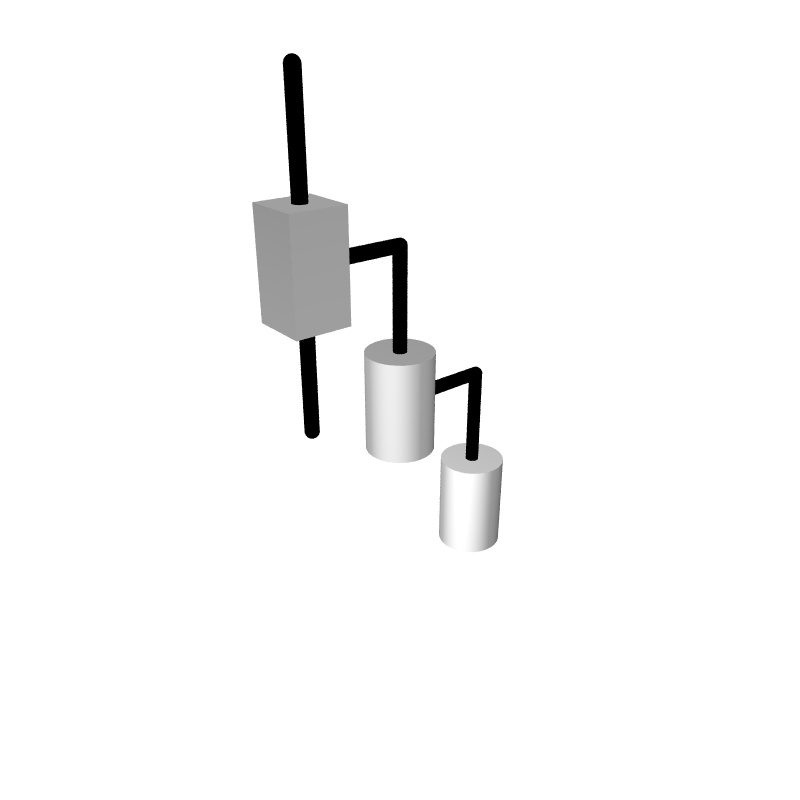
Schema con operatività sugli assi di uno SCARA

Lo SCARA, acronimo di Selective Compliance Assembly Robot Arm, è un tipo di robot industriale, che muove un "braccio" sul piano orizzontale e una presa che può salire e scendere in quello verticale.

## Costruzione
Un robot SCARA lavora su quattro assi e quattro gradi di libertà. Tutti gli assi sono progettati con una catena cinematica, partendo da un'origine dell'asse slave, rispetto alla posizione del precedente asse. In un robot SCARA, il primo e secondo asse sono di rotazione, il terzo e il quarto asse sono generalmente lineari, realizzati con viti a ricircolo di sfere. La presa è montata sulla parte finale dell'asse Z.
Uno SCARA può permettere raggi di azione da 100 mm a 1.200 mm, con capacità di carico utile da 1 kg a 200 kg.

## Utilizzi
Questo tipo di robot venne sviluppato per alte velocità e ripetibilità in montaggi in serie, come il Pick-and-Place da un posto ad un altro. Il punto di forza sta nell'alta forza di manipolazione verticale (a volte >300N). Punto negativo il fatto di poter lavorare solo su un piano orizzontale. Per alcune applicazioni esistono esemplari a 5/6 assi.